# Cormorant (Minnesota)
Cormorant ist ein Township im Becker County im US-Bundesstaat Minnesota, etwa 300 Kilometer nordwestlich der Hauptstadt Saint Paul und der Metropolregion Minneapolis–Saint Paul. Das U.S. Census Bureau hat bei der Volkszählung 2020 eine Einwohnerzahl von 1388 ermittelt.

## Geografie
Nach dem United States Census Bureau hat Cormorant eine Gesamtfläche von 93,9 km², von der 68,2 km² Land sind und 25,70 km² aus Gewässern bestehen.

### Geografische Lage
Cormorant liegt im Südwesten des Becker Countys; im Süden grenzt das Otter Tail County und im Westen das Clay County an. Mehrere große Seen befinden sich auf dem Gebiet von Cormorant: Im Osten der Big Cormorant Lake, westlich davon liegen der Upper Cormorant Lake, Middle Cormorant Lake, Erikson Lake, Nelson Lake und der Turtle Lake sowie im Süden der Lake Ida. Daneben gibt es weitere kleinere Seen im Gemeindegebiet. Die Oberfläche ist eben, ohne nennenswerte Erhebungen.

### Nachbargemeinden
Alle Entfernungen sind als Luftlinien zwischen den offiziellen Koordinaten der Orte aus der Volkszählung 2010 angegeben.
- Norden: Lake Park Township, 2,3 km
- Nordosten: Audubon Township, 13,4 km
- Osten: Lake Eunice Township, 14,2 km
- Südosten: Dunn Township, Otter Tail County, 13,7 km
- Süden: Scambler Township, Otter Tail County, 1,0 km
- Südwesten: Tansem Township, Clay County, 16,0 km
- Westen: Parke Township, Clay County, 14,1 km
- Nordwesten: Eglon Township, Clay County, 16,5 km

### Stadtgliederung
In Cormorant gibt es mit Cormorant nur ein Village.

## Geschichte und Einwohnerentwicklung
Die Besiedlung im Gebiet von Cormorant begann 1870. Erster Siedler in dem Gebiet war Dugald Campbell aus Glasgow. Weitere folgten und am 26. Februar 1872 fand die erste Versammlung der Gemeinde statt und Cormorant wurde als Township organisiert. Eine erste Mühle wurde im Jahr 1877 gebaut und vom aufgestauten Wasser mit Wasserkraft betrieben, später jedoch mit einem Dampfwerk ausgerüstet. Etwa zur gleichen Zeit wurde ein erster Laden eröffnet. Cormorant hatte zunächst kein Postamt. Das nächste befand sich in Fort Pomme de Terre. Die Northern Pacific Railway erreichte zwar das Becker County, ein Bahnhof wurde aber in Audubon, nicht in Cormorant gebaut. Als William D. Washburn 1878 für einen Sitz im Kongress kandidierte und die Gegend besuchte, sicherten ihm die Bewohner ihre Unterstützung zu, wenn sie dafür ein Postamt in ihrem Township bekämen. Am 7. Juni 1878 wurde der erste Postmeister für das Postamt von Cormorant bestellt, welches zu diesem Zeitpunkt noch Cormorant Mills genannt wurde. Der Name des Postamtes wurde am 24. August 1881 zu Cormorant geändert.
Der Name wurde vom Big Cormorant Lake und Upper Cormorant Lake abgeleitet, deren Namen wiederum aus der Sprache der Ojibwe übernommen wurde.
Die Volkszählung 2000 ergab für Cormorant 965 Einwohner. Bei der Volkszählung 2010 hatte das Township 1039 Einwohner. Bis 2016 stieg die Einwohnerzahl Berechnungen zufolge auf 1116 Einwohner.

## Politik
Größere mediale Aufmerksamkeit erhielt der Ort, als im Jahr 2014 ein 7-jähriger Pyrenäenberghund namens Duke mit der Mehrheit der Stimmen als sogenannter Write-in candidate zum Ehrenbürgermeister gewählt wurde. Die Bewohner des Townships hatten sich eine Persönlichkeit als Bürgermeister gewünscht, die nicht so politisch sei und sie dennoch gut repräsentieren würde. Bei einem örtlichen Festival konnte das Stimmrecht bei der Wahl des Ehrenbürgermeisters im Rahmen einer Spendensammlung für 1 US-Dollar erworben werden. 12 Personen taten dies und schrieben dann den Namen des Hundes auf den Stimmzettel; damit hatte der Hund die Wahl mit der Mehrheit der abgegebenen Stimmen gewonnen, weil sein menschlicher Gegenkandidat nur 2 oder 3 Stimmen erhalten hatte. Als Bezahlung für seine Dienste erhielt Duke einen Jahresvorrat an Hundefutter. Nach einer jeweils einjährigen Amtszeit wurde er 2015, 2016 und 2017 wiedergewählt. Nach vier Amtszeiten trat er im August 2018 nicht erneut an.

## Wirtschaft und Infrastruktur

### Verkehr
Die Minnesota State Route 1, die in südlicher Verlängerung zur Minnesota State Route 145 wird, und die Minnesota State Route 5 verlaufen in nordsüdlicher Richtung durch Cormorant; die Minnesota State Route 4 und Minnesota State Route 11 verlaufen in westöstlicher Richtung durch das Gemeindegebiet.
Nächster Flughafen ist der Pelican Rapids Municipal Airport etwa zehn Kilometer südlich der Stadt bei Pelican Rapids.

### Öffentliche Einrichtungen
Es gibt keine medizinischen Einrichtungen oder Krankenhäuser in Cormorant. Die nächstgelegenen derartigen Einrichtungen befinden sich in Lake Park und Pelican Rapids.
In Cormorant befindet sich eine Zweigstelle der öffentlichen Bücherei LARL (Lake Agassiz Regional Library) in der unteren Etage des Community Centers.

### Bildung
Cormorant Township unterhält eine Schule.